# Езоп (телефільм)
«Езоп» (рос. Эзоп) — радянський художній телефільм 1981 року про великого байкаря Езопа, поставлений за мотивами п'єси бразильського драматурга Гільєрме Фігейредо «Лисиця і виноград».

## Сюжет
Дія відбувається на острові Самос, в Стародавній Греції. Філософ Ксанф з чергової подорожі повертається додому з новим рабом, потворною людиною, на ім'я Езоп, що володіє дивовижними якостями мислителя й автора. Езоп надає Ксанфу різні послуги в надії отримати свободу, але Ксанф, який не хоче розлучатися з рабом, чиї байки він видає за власні, всякий раз обманює його. В один із днів Ксанф приводить до хати «мудреця» на ім'я Агностос, стоїка з Афін. Затіявши з гостем п'яну суперечку про те, чи може він випити море, Ксанф урешті-решт підписує папір, в якому зобов'язується в разі невиконання обіцянки випити море передати Агностосу будинок і все майно. Обурена поведінкою чоловіка, від Ксанфа йде його дружина Клея. Езоп допомагає філософу повернути дружину, але бажаної свободи не отримує і на цей раз. Тим часом Агностос вимагає виконання обіцянки. Ксанф в паніці кидається до Езопа і благає раба про порятунок…

## У ролях
- Олександр Калягін — Езоп
- Олег Табаков —  Ксанф
- Любов Поліщук —  Клея
- Валентин Гафт —  Агностос
- Наталія Кареслі —  служниця Клеї, Меліта
- Юрій Мальцев —  ефіоп
- Владислав Пазі —  Хрізіпп

## Знімальна група
- Автор сценарію і режисер-постановник:  Олег Рябоконь
- Оператор-постановник:  Ігор Наумов
- Художники-постановники:  Лариса Луконіна, Віра Зелінська
- Звукорежисер:  Моріс Вендров